# Weitenhagen (bei Greifswald)
Weitenhagen település Németországban, Mecklenburg-Elő-Pomeránia tartományban. Lakosainak száma 2039 fő (2023. december 31.).

## Népesség
A település népességének változása:
| Lakosok száma | 1453 | 2013 | 2015 | 2048 | 2039 |
|               | 2017 | 2019 | 2021 | 2022 | 2023 |